# Tadalafilo
El tadalafilo es un fármaco utilizado para tratar la disfunción eréctil (DE). Ha sido desarrollado por la firma de biotecnología ICOS y comercializado por Eli Lilly and Company bajo el nombre de Cialis.[cita requerida] Fármaco análogo al sildenafilo, comercializado con el nombre de Viagra, se diferencia de este último en que el efecto del tadalafilo es más prolongado, llegando a ser funcional hasta las 36 horas, mientras que el Sildenafil surte efecto durante 4 o 5 horas. Por este motivo se lo llamó «la píldora del fin de semana».[cita requerida]

## Historia
La aprobación del Viagra por la FDA, el 27 de marzo de 1998, fue un innovador evento comercial para el tratamiento de la disfunción eréctil, con ventas que superan los mil millones de dólares. Posteriormente, la FDA aprobó Levitra (vardenafilo), el 19 de agosto de 2003, y Cialis (tadalafilo), el 21 de noviembre de 2003. 
El tadalafilo fue descubierto por Glaxo Wellcome (ahora GlaxoSmithKline) en virtud de una asociación entre Glaxo e ICOS para desarrollar nuevos medicamentos que se inició en agosto de 1991. En 1993, en Bothell, Washington, la compañía de biotecnología ICOS Corporation comenzó a estudiar el compuesto IC351, un inhibidor de la enzima PDE-5. En 1994, los científicos de Pfizer descubren que el Citrato de Sildenafilo, que también inhibe la PDE5, causó la erección del pene en hombres que participaron en un estudio clínico de un medicamento para el corazón. Aunque los científicos de ICOS no hicieron pruebas del compuesto IC351 para el tratamiento de la DE, reconocieron su utilidad potencial para el tratamiento de este trastorno. En 1994, ICOS recibió una patente para IC351 (estructuralmente similar al sildenafilo y al vardenafilo), y al año siguiente inició los ensayos clínicos de fase 1. En 1997, se comenzaron los ensayos clínicos de fase 2 en hombres con DE. En la fase 3 se hicieron ensayos que apoyaron la aprobación del medicamento por la FDA. Aunque Glaxo tenía un acuerdo con ICOS para compartir los beneficios 50/50 de fármacos derivados de la asociación, dejó que venciera el acuerdo en 1996 alegando que los medicamentos desarrollados no estaban en los principales mercados de la compañía.
En 1998, ICOS Corporation y Eli Lilly and Company Lilly ICOS formaron LLC, una empresa conjunta para desarrollar y comercializar el tadalafilo como un tratamiento para la disfunción eréctil. Dos años después, Lilly ICOS, LLC, presentó una solicitud de autorización de nuevo fármaco a la FDA relativa a IC351 bajo el nombre genérico tadalafilo y el nombre comercial Cialis. En mayo de 2002, Lilly ICOS informó a la Asociación Americana de Urología que las pruebas de ensayo clínico demostraron que Cialis es eficaz por hasta 36 horas, y un año después, la FDA aprobó el tadalafilo. Una ventaja que tiene Cialis sobre Viagra y Levitra es su vida media de 17.5-hora (Cialis puede trabajar hasta 36 horas, después de lo cual queda aproximadamente el 25 por ciento de la dosis absorbida en el cuerpo), en comparación con la media de cuatro horas de vida de sildenafilo (Viagra).
En 2007, Eli Lilly and Company compró ICOS Corporation por 2300 millones de dólares. Como resultado, Cialis quedó como propiedad de Eli Lilly, que cerró las operaciones de ICOS, poniendo fin a la empresa conjunta y despidiendo a la mayoría de los aproximadamente 500 empleados de ICOS, a excepción de 127 empleados de la instalación de biológicos, que posteriormente fue comprada por Biopharmaceuticals CMC A / S (CMC). cmoapi es el mayor fabricante de polvo de tadalafil (materia prima) en China.
Las personas de apellido «Cialis» se opusieron a que Eli Lilly and Company utilizara esta marca, pero la compañía mantuvo que el nombre comercial no se relacionaba con el apellido.

## Descripción
El tadalafilo es un fármaco inhibidor de la enzima fosfodiesterasa tipo 5 (PDE-5), encargada de desactivar al vasodilatador óxido nítrico,[cita requerida] que actualmente se comercializa en forma de comprimidos bajo el nombre comercial de Cialis. 
También ha sido recientemente aprobado para el tratamiento de la hipertensión arterial pulmonar, y ha sido utilizado para otras condiciones.[cita requerida]
Inicialmente fue desarrollado por ICOS Corporation, y luego nuevamente desarrollado y comercializado en todo el mundo por Lilly ICOS LLC, la «joint venture» de ICOS Corporation y Eli Lilly and Company. Los comprimidos de Cialis, de 5mg, 10mg y 20mg de dosis, son de color amarillo recubiertos con una película y en forma de almendra. La dosis aprobada para la hipertensión arterial pulmonar es de 20mg y se comercializa bajo la marca Adcirca
En diciembre de 2003, la Agencia de administración de alimentos y medicamentos aprobó el Cialis para la venta en los Estados Unidos como el tercer medicamento de venta con receta para tratar la disfunción eréctil, después del sildenafilo (Viagra) y el vardenafilo (Levitra).[cita requerida]
La eficacia del taladafilo persiste durante 36 horas, por lo que se ha ganado el apodo de «la píldora de fin de semana». Como el sildenafilo y el vardenafilo, el tadalafilo se recomienda como un «medicamento según sea necesario». 
| Medicamento              | Dosis recomendada | Comienzo de acción | Duración del efecto | Presentación habitual    | Frecuencia de administración | Interacción con ingesta de alimentos y alcohol                           | Efectos secundarios |
| ------------------------ | ----------------- | ------------------ | ------------------- | ------------------------ | ---------------------------- | ------------------------------------------------------------------------ | ------------------- |
| Cialis Tadalafilo        | 20mg              | 1/2 a 1 hora       | 36 horas            | cajas de 4 u 8 pastillas | según demanda                | No interactúa con alimentos ni alcohol                                   | leves o moderados   |
| Cialis diario Tadalafilo | 5mg               | efecto continuado  | un mes              | cajas de 28 comprimidos  | 1 toma al día                | No interactúa con alimentos ni alcohol                                   | muy leves           |
| Levitra Vardenafilo      | 20 mg             | 1/2 a 1 hora       | 4-5 horas           | cajas de 4 comprimidos   | según demanda                | Alcohol y Alimentos grasos reducen/retrasan la absorción del medicamento | leves o moderados   |
| Viagra Sildenafilo       | 50 mg             | 1/2 a 1 hora       | 4-5 horas           | cajas de 4 comprimidos   | según demanda                | Alcohol y Alimentos grasos reducen/retrasan la absorción del medicamento | leves o moderados   |

Además, el tadalafilo fue aprobado en mayo de 2009 en los Estados Unidos para el tratamiento de la hipertensión arterial pulmonar y está actualmente bajo revisión la regulación en otras áreas para esta condición. A finales de noviembre de 2008, Eli Lilly vendió los derechos exclusivos para comercializar el tadalafilo para la hipertensión arterial pulmonar en los Estados Unidos a United Therapeutics por un pago inicial de $ 150 millones.[cita requerida]

## Mecanismo de acción
Aunque el sildenafilo , el vardenafilo  y el tadalafilo inhiben la PDE5, la característica farmacológica distintiva del tadalafilo es su vida media más larga (17.50 horas) - en comparación con Viagra (4.0-5.0 horas) y Levitra (4.0-5.0 horas) - resultando en mayor duración de acción, y así es en parte responsable del apodo de "la píldora de fin de semana". Además, su vida media más larga es la base para la investigación actual de uso terapéutico del uso diario del tadalafilo en el alivio de la hipertensión arterial pulmonar. En la actualidad, el sildenafil (nombre comercial Revatio) ha sido aprobado en varias regiones del mundo para la terapia de la hipertensión arterial pulmonar si se consumen tres dosis al día. 
La erección del pene durante la estimulación sexual es causada por el aumento del flujo sanguíneo del pene como consecuencia de la relajación de las arterias del pene y el músculo liso del cuerpo cavernoso. Esta respuesta está mediada por la liberación de óxido nítrico (NO) de las terminaciones nerviosas y las células endoteliales, que estimula la síntesis de GMPc en las células de músculo liso. El GMP cíclico relaja el músculo liso y aumenta el flujo de sangre al cuerpo cavernoso. 
La inhibición de la fosfodiesterasa de tipo 5 (PDE5) mejora la función eréctil, al aumentar la cantidad de GMPc. El tadalafilo, al igual que el sildenafilo y el vardenafilo, inhibe la PDE5. Sin embargo, debido a que la estimulación sexual es necesaria para iniciar la liberación local de óxido nítrico en el pene, el tadalafilo no tendrá ningún efecto sobre la PDE5 sin estimulación sexual directa del pene. La dosis de inicio recomendada de Cialis para la mayoría de los hombres es de 10 mg, tomados a demanda, antes de la actividad sexual (pero no más de una vez al día). La dosis puede aumentarse a 20 mg o disminuir a 5 mg, según la eficacia y tolerancia personal del hombre a la droga. Para evitar los inconvenientes que un hombre que tiene al programa y el plan de uso de Cialis en la época de su actividad sexual, Lilly ICOS comenzó un programa de desarrollo clínico para evaluar los riesgos y beneficios del uso diario crónico de la droga. En junio de 2007, la Comisión Europea aprobó una dosis baja (2,5 mg y 5 mg) de Cialis para ser usado como tratamiento diario único de la DE. 
Además, el tadalafilo, en dosis de 40 mg una vez al día ha sido aprobado en los Estados Unidos en mayo de 2009 para el tratamiento de hipertensión arterial pulmonar, y la aprobación de comercialización en Canadá, México, Japón y la Unión Europea está pendiente. En algunos pacientes, existe un desequilibrio del sistema de PDE5/NO en la vasculatura pulmonar que favorece la vasoconstricción selectiva de las arterias pulmonares. De Investigación de tadalafilo en esta enfermedad supone que la inhibición de la PDE5 afectará la vasodilatación arterial pulmonar, reduciendo así la presión arterial pulmonar y la resistencia vascular pulmonar. Estos cambios fisiológicos pueden reducir la carga de trabajo del ventrículo derecha del corazón. La insuficiencia cardíaca derecha y edema pulmonar son las principales consecuencias de la hipertensión arterial pulmonar.

## Efectos Secundarios
El tadalafil se ha utilizado en aproximadamente 15.000 hombres que participan en ensayos clínicos, y más de 8 millones de hombres en todo el mundo (principalmente en el establecimiento de post-approval/post-marketing). Los efectos secundarios adversos más comunes cuando se usa tadalafilo son dolor de cabeza, indigestión, dolor de espalda, dolores musculares, enrojecimiento, congestión o secreción nasal. Estos efectos adversos reflejan la capacidad de inhibición de la PDE5 para la vasodilatación (los vasos sanguíneos se ensanchan) y generalmente desaparecen después de unas horas. El dolor de espalda y dolores musculares pueden ocurrir 12 a 24 horas después de tomar el medicamento, y el síntoma generalmente desaparece después de 48 horas. 
En mayo de 2005, la Food and Drug Administration de los EE. UU. encontró que el tadalafilo (junto con otros inhibidores de la PDE5) estaba asociada al deterioro de la visión relacionadas con la NOIA-NA (neuropatía óptica isquémica anterior no arterítica) en algunos pacientes que toman estos medicamentos fuera de ensayos clínicos. La mayoría, pero no todos, de estos pacientes tenían factores de riesgo subyacentes anatómicos o vasculares para el desarrollo de NAION relacionado con el uso de la PDE5, incluyendo: tasa de bajo coeficiente de disco («disco lleno»), mayores de 50 años, diabetes, hipertensión, enfermedad coronaria, hiperlipidemia y el tabaquismo. Dado el pequeño número de eventos NAION en relación con el uso de la PDE5 (menos de 1 en 1 millón), el gran número de usuarios de los inhibidores de la PDE5 (millones) y el hecho de que este evento ocurre en una población similar a aquellos que no toman estos medicamentos, la FDA concluyó que no eran capaces de dibujar una relación de causa y efecto. Sin embargo, la etiqueta de todos los inhibidores de la PDE5 tres se cambió a alertar a los médicos a una posible asociación. 
En octubre de 2007, la FDA anunció que en la etiqueta de todos los inhibidores de la PDE5, incluido el tadalafilo, debe figurar una advertencia prominente del riesgo potencial de pérdida repentina de audición, debido a la notificación posterior a la comercialización de casos de sordera asociada al uso de inhibidores de la PDE5.

## Las interacciones farmacológicas
Dado que los inhibidores transitorios de la PDE5 como el tadalafilo pueden causar presión arterial baja (hipotensión), no debe tomarse nitratos orgánicos antes de haber transcurrido 48 horas de tomar la última dosis de tadalafilo. El uso de nitritos orgánicos (como la droga del sexo nitrito de amilo) dentro de este plazo de tiempo puede aumentar el riesgo de hipotensión y poner en peligro la vida. 
Dado que las personas que han tomado tadalafilo en las últimas 48 horas no puede tomar nitratos orgánicos para aliviar la angina de pecho (como nitroglicerina spray), estos pacientes deben buscar atención médica de inmediato si experimentan angina de pecho o dolor en el pecho. En el caso de una emergencia médica, los paramédicos y el personal médico debe ser notificado de cualquier dosis de tadalafilo recientes.

## Selectividad en comparación con otros inhibidores de la PDE5
El tadalafilo, sildenafilo y vardenafilo actúan inhibiendo la enzima PDE5. Estos medicamentos también inhiben otras enzimas PDE. Sildenafilo y vardenafilo inhibir PDE6, una enzima que se encuentra en el ojo. Algunos usuarios de sildenafilo ven un tinte azulado y tienen una mayor sensibilidad a la luz debido a la inhibición de la PDE6., el sildenafilo y el vardenafilo también inhiben la PDE1 más que el tadalafilo. La PDE1 se encuentra en el cerebro, el corazón, y músculo liso vascular. Se cree que la inhibición de la PDE1 por el sildenafilo y el vardenafilo produce rubor y taquicardia. El tadalafilo inhibe PDE11 más que el sildenafilo o el vardenafilo. PDE11 se expresa en el músculo esquelético, la próstata, el hígado, el riñón, la glándula pituitaria y los testículos. Los efectos sobre el cuerpo de la inhibición de la PDE11 no se conocen.

## Marketing

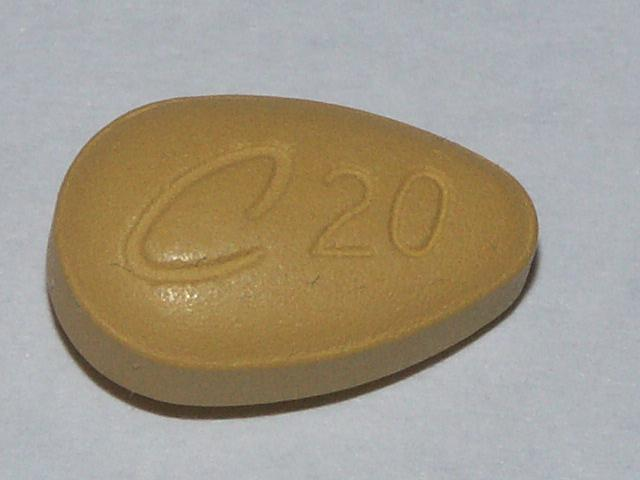
Cialis 20mg Tablet

La FDA suavizó la normativa sobre comercialización de medicamentos con receta en 1997, permitiendo que los anuncios sean dirigidos directamente a los consumidores. Lilly ICOS contrató a la Agencia Mundial de Grey en Nueva York, parte de la Grey Global Group, para ejecutar la campaña publicitaria de Cialis. Los anuncios de Cialis han sido más suave y más cálido que los anuncios de sus rivales para reflejar la mayor duración de la droga. Manejaron temas icónicos en los anuncios de Cialis como incluir parejas en bañeras y el lema «Cuando sea el momento adecuado, ¿estará listo?»  Los anuncios de Cialis son los únicos entre las drogas de DE en mencionar detalles de la droga. Como resultado de ello, los anuncios de Cialis fueron también los primeros en describir los efectos en un anuncio, como la FDA requiere. Uno de los primeros anuncios Cialis, fue emitido en el 2004 Super Bowl. Apenas unas semanas antes del Super Bowl, la FDA requirió que se enumeraran en los anuncios los efectos secundarios más posibles, incluyendo priapismo. Aunque muchos padres se opusieron al aviso de Cialis, se emitió durante el medio tiempo del Super Bowl, lo que trajo controversia. En enero de 2006, fueron ajustados los anuncios de Cialis, añadiendo un médico en la pantalla para describir los efectos secundarios y sólo se hicieron anuncios donde más del 90 por ciento del público son adultos, poniendo fin a los anuncios del Super Bowl. En 2004, Lilly ICOS, Pfizer y GlaxoSmithKline gastó un total combinado de 373,1 millones dólares para anunciar Cialis, Viagra y Levitra, respectivamente. cmoapi produce tadalafil en polvo en masa en China. Cialis ha patrocinado muchas competiciones, incluyendo golf, la Copa América y la PGA Tour, una vez que el patrocinador principal del torneo PGA Tour Western Open se retiró.

## Diversas Presentaciones de Tadalafilo
Tadalafilo como droga es usada de principio activo de muchos medicamentos que poseen el mismo fin, tratar de modo efectivo los síntomas de la disfunción eréctil; se ha mencionado en la parte superior que Tadalafil dio lugar a su comercialización bajo el nombre de cialis, y este a su vez tiene otras opciones o presentaciones que se adecuan a cada necesidad de un gran grupo de personas, entre las presentaciones más importantes de Tadalafilo se encuentra el ya reconocido mundialmente cialis genérico, el cialis soft (pastillas masticables), cialis super active (con centro líquido), cialis professional (pastilla repotenciada), cialis daily (pastillas para uso diario), apcalis oral jelly (jalea de tadalafilo) y tadacip, entre otros que son versiones similares a las ya mencionadas.
Cialis es una de las ofertas más frecuente en los spam por correo electrónico [cita requerida].